# Charles Lewis Gruneisen
Charles Lewis Gruneisen (Londres, 2 de noviembre de 1806 – 1 de noviembre de 1879) fue un periodista y crítico musical inglés. Fue uno de los primeros corresponsales de guerra,.

## Primeros años de vida
Nació en Bloomsbury, Londres, el 2 de noviembre de 1806, era hijo de Charles Gruneisen de Stuttgart, naturalizado británico en 1796. Fue educado por un tutor privado y en la academia de Pentonville, completando sus estudios en los Países Bajos.
Gruneisen comenzó a escribir cuando era joven y en 1832 fue nombrado subeditor del semanario anglicano conservador The Guardian. Se convirtió en editor del British Traveler and Commercial and Law Gazette, un periódico vespertino de Londres, en 1833, y en el mismo año dirigió el departamento de asuntos exteriores del Morning Post, y también fue subeditor.

## Guerra carlista
En marzo de 1837 Gruneisen fue enviado a España como corresponsal especial del Morning Post para cubrir la Primera Guerra Carlista. Estuvo adscrito al ejército carlista en el cuartel de Carlos María Isidro de Borbón. Fue condecorado con la cruz de la Orden de Carlos III.
Gruneisen estuvo presente en la victoria carlista en la batalla de Villar de los Navarros, el 24 de agosto de 1837, interviniendo para evitar daños a los prisioneros. Permaneció con el ejército cuando avanzó hacia Madrid en septiembre de 1837, y en su peligrosa retirada. Tras la Batalla de Retuerta, el 5 de octubre de 1837, quiso abandonar el país, pero el 19 de octubre fue hecho prisionero por los soldados cristinos. Fue considerado carlista y espía, liberado por la intervención de Lord Palmerston. Regresó a Inglaterra en enero de 1838.

## Vida posterior

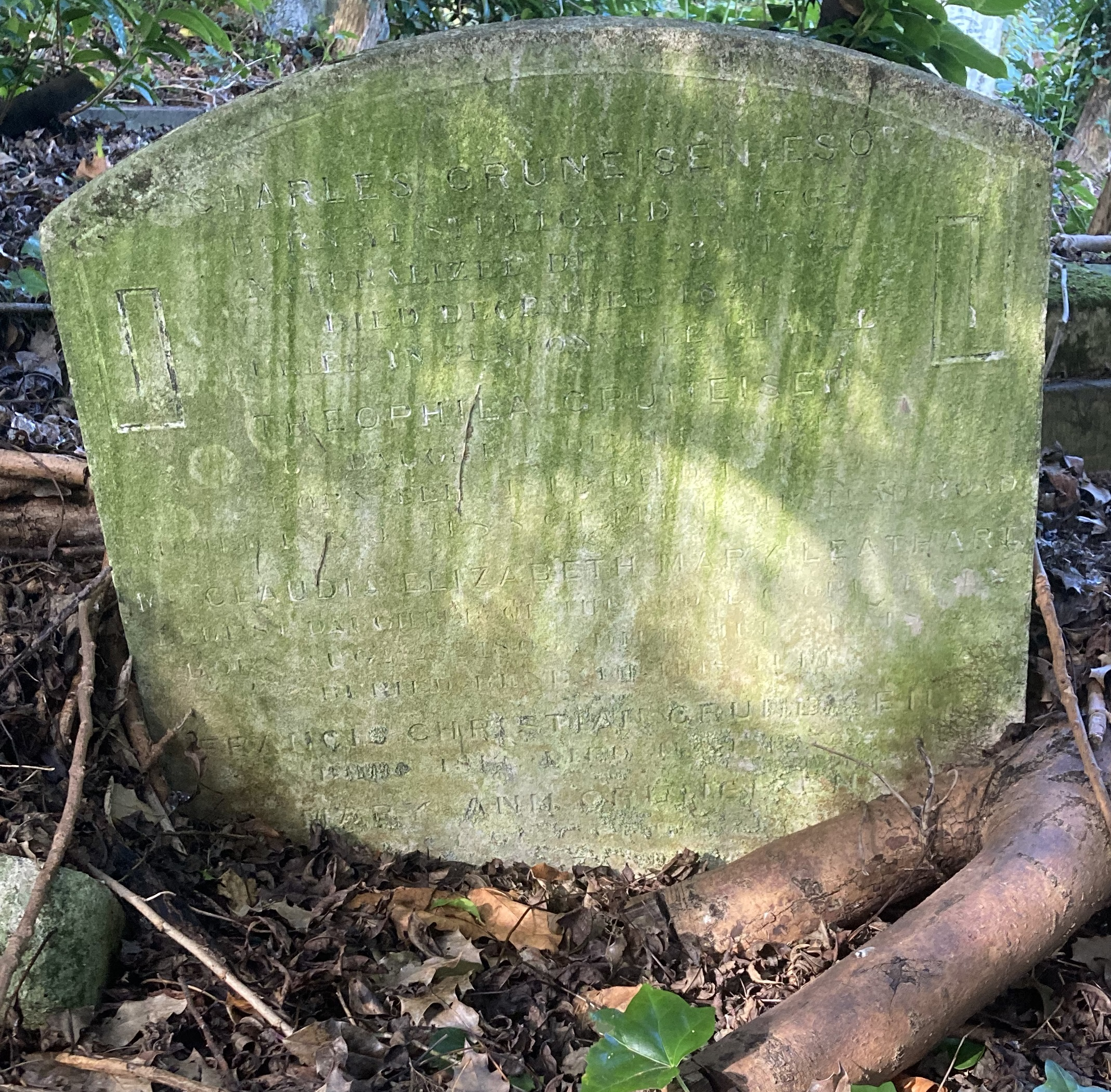
Tumba de Charles Lewis Gruneisen en el cementerio de Highgate

De 1839 a 1844 Gruneisen fue el corresponsal en París del Morning Post, ideando comunicaciones expresas con Londres y un poste de palomas; luego editor de The Great Gun, un periódico ilustrado semanal, desde el 16 de noviembre de 1844 hasta el 28 de junio de 1845. Fue corresponsal especial del Morning Herald durante la gira de la reina Victoria y Alberto, príncipe consorte en Alemania en 1845.
A su regreso a Inglaterra, Gruneisen actuó como crítico musical de The Britannia, Illustrated London News y Morning Chronicle, hasta 1853. Fue en este ámbito donde se dio a conocer, llamando la atención sobre Wagner, y conocedor de la música de España. Sucedió a Charles Cowden Clarke en 1868 como crítico musical de The Athenaeum, cargo que ocupó durante el resto de su vida.
Gruneisen murió en su residencia de Londres, el 1 de noviembre de 1879 y fue enterrado en el lado occidental del cementerio de Highgate el 7 de noviembre.

## Intereses
La Royal Italian Opera se estableció en Covent Garden en 1846, con Michael Costa como director; fue respaldado por Gruneisen, quien había ayudado a planificarlo. En 1849 trató con Giacomo Meyerbeer sobre la producción de Covent Garden de Le prophète . En 1869 expresó públicamente su descontento con la gestión de Frederick Gye; quien rompió con Gruneisen y se asoció con James Henry Mapleson. 
Gruneisen fue uno de los principales fundadores y director de la Conservative Land Society el 7 de septiembre de 1852, y actuó como secretario de la misma desde 1853 hasta diciembre de 1872. Fue miembro de la Royal Geographical Society, miembro de la Society of Arts y del Royal Literary Fund, y uno de los fideicomisarios del Newspaper Press Fund.

## Obras
Gruneisen fue autor de La ópera y la prensa (1869) y de Esbozos de España y los españoles durante la guerra civil carlista (1874). También escribió una breve Memoria de Meyerbeer y contribuyó con notas a la Vida de Mendelssohn de Wilhelm Adolf Lampadius, 1876.

## Familia
En 1839, Gruneisen se casó con Emma Jane Moore. 

## En el medio
En el documental de 2017 Gruneisen: El primer corresponsal de guerra, Álvaro de Paz interpreta a Gruneisen.